# Chena Ridge
Chena Ridge ist ein census-designated place (CDP) im Fairbanks North Star Borough in Alaska in den Vereinigten Staaten. Das U.S. Census Bureau hatte bei der Volkszählung 2020 eine Einwohnerzahl von 6015 ermittelt.

## Geographie
Das Chena Ridge CDP liegt westlich von Fairbanks, etwa 8 km von dessen Stadtzentrum entfernt. Chena Ridge liegt am rechten nördlichen Flussufer des Tanana River zwischen dessen Nebenflüssen Cripple Creek im Westen und Chena River im Osten. Die Längsausdehnung in SW-NO-Richtung beträgt knapp 19 km. Entlang der Nordgrenze verläuft der George Parks Highway (Alaska Route 3).
Das Chena Ridge CDP grenzt im Norden an Ester, im Nordosten an College sowie im Osten an South Van Horn.

## Geschichte
Chena Ridge ist eines von mehreren CDPs, die beim Zensus 2010 aus Teilen von Vororten von Fairbanks gebildet wurden. Im Osten von Chena Ridge an der Mündung des Chena River in den Tanana River befand sich Anfang des 20. Jahrhunderts die Stadt (City) Chena. Diese wurde 1903 gegründet. Chena verlor schon Ende der 1910er Jahre an Bedeutung im Wettbewerb mit Fairbanks und wurde bald darauf eine Geisterstadt. Formal, als Stadt (City), existierte Chena noch bis 1974. Die Reste der Stadt liegen heute unter Schlamm begraben.

## Demografie
Zum Zeitpunkt der Volkszählung im Jahre 2020 (U.S. Census 2020) hatte Chena Ridge 6015 Einwohner auf einer Landfläche von 94,41 km². Von den Einwohnern waren 4670 Weiße, 79 Afroamerikaner, 453 amerikanisch-indianischer Abstammung sowie 116 Asiaten. Beim Zensus 2010 lag die Einwohnerzahl bei 5791.